# Понца
Понца (итал. Ponza) је насеље у Италији у округу Латина, региону Лацио.
Према процени из 2011. у насељу је живело 1831 становника. Насеље се налази на надморској висини од 9 м.

## Становништво
Према резултатима пописа становништва 2011. у општини је живело 3.255 становника.
| 1936. | 1951. | 1961. | 1971. | 1981. | 1991. | 2001. | 2011. |
| ----- | ----- | ----- | ----- | ----- | ----- | ----- | ----- |
| 6.457 | 4.832 | 4.664 | 3.782 | 3.210 | 3.315 | 3.110 | 3.255 |

## Партнерски градови
- Фрозиноне